# John Curry
John Curry (n. 9 septembrie 1949, Birmingham, Anglia, Regatul Unit – d. 15 aprilie 1994, Binton⁠(d), Stratford-on-Avon, Anglia, Regatul Unit) a fost un patinator artistic ce a reprezentat Regatul Unit al Marii Britanii și al Irlandei de Nord, medaliat olimpic. A participat la 2 ediții ale Jocurilor Olimpice (1972, 1976) în care a câștigat o medalie de aur.